# Eagle County
Eagle County är ett administrativt område i delstaten Colorado, USA, med 52 197 invånare. Den administrativa huvudorten (county seat) är Eagle. 

## Geografi
Enligt United States Census Bureau har countyt en total area på 4 382 km². 4 372 km² av den arean är land och 10 km² är vatten. 

### Angränsande countyn
- Grand County - nordöst
- Summit County - öst
- Lake County - syd
- Pitkin County - sydväst
- Garfield County - väst
- Routt County - nordväst